# Lana (Olaszország)
Lana, németül: Lana, település Olaszországban, Bolzano autonóm megyében. Lakosainak száma 12 477 fő (2023. január 1.). Lana Gargazzone, Merano, Naturno, Parcines, Tesimo, Cermes, Lagundo, Marlengo, San Pancrazio és Postal községekkel határos.

## Népesség
A település népességének változása:
| Lakosok száma | 12 046 | 12 286 | 12 477 |
|               | 2017   | 2018   | 2023   |